# Metellina
Metellina is een spinnengeslacht uit de familie strekspinnen (Tetragnathidae).

## Verspreiding
De herfstspin (Metellina segmentata) is zeer algemeen en wijdverspreid in Midden-Europa. De herfstspin bewoont bijna alle matig vochtige laaglandhabitats buiten de steden. De zomerwielwebspin (Metellina mengei) komt minder vaak voor, vooral in sparrenbossen en ook in heuvelachtige gebieden (collin tot bergachtig) in de lente/vroege zomer. De holenwielwebspin (Metellina merianae) is zeer zeldzaam maar wijdverspreid. Het komt bijna uitsluitend voor in grotten, kelders of scheuren in rotsen en muren in de buurt van beken. Hij geeft de voorkeur aan een hoge luchtvochtigheid en komt vooral in het voorjaar voor. Hun net is excentrisch gevormd en heeft aan de onderkant meer vangdraden dan aan de bovenkant. Het wordt ook boven watermassa's en bij ingangen van verlaten dassenholen gevonden. De kleur en tekening van de buik zijn variabel en kunnen daarom niet met zekerheid als determinatiekenmerk dienen.

## Soorten
Het geslacht omvat de volgende soorten:
- Metellina curtisi (McCook, 1894)
- Metellina kirgisica (Bakhvalov, 1974)
- Metellina mengei (Blackwall, 1870) - Zomerwielwebspin
- Metellina merianae (Scopoli, 1763) - Holenwielwebspin
  - Metellina merianae celata (Blackwall, 1841)
- Metellina mimetoides Chamberlin & Ivie, 1941
- Metellina orientalis (Spassky, 1932)
- Metellina segmentata (Clerck, 1757) - Herfstspin